# Tiveds distrikt
Tiveds distrikt är ett distrikt i Laxå kommun och Örebro län. Distriktet ligger omkring Tived i nordöstra Västergötland och gränsar till Närke.

## Tidigare administrativ tillhörighet
Distriktet inrättades 2016 och utgörs av en del av området som Laxå köping utgjorde till 1971, delen som före 1967 utgjorde Tiveds socken.
Området motsvarar den omfattning Tiveds församling hade vid årsskiftet 1999/2000.

## Tätorter och småorter
I Tiveds distrikt finns en småort men inga tätorter.

### Småorter
- Tived